# NGC 2332
NGC 2332 ist eine linsenförmiger Blazar vom Hubble-Typ S0 im Sternbild Luchs am Nordhimmel. Er ist rund 263 Millionen Lichtjahre von der Milchstraße entfernt und hat einen Durchmesser von etwa 115.000 Lichtjahren.

Im selben Himmelsareal befinden sich u. a. die Galaxien NGC 2330, IC 457, IC 458, IC 459.
Das Objekt wurde am 28. Dezember 1790 vom deutsch-britischen Astronomen William Herschel entdeckt.